# Природні ліси Березівського лісництва
Приро́дні ліси́ Бере́зівського лісни́цтва — пралісова пам'ятка природи місцевого значення в Україні. Розташована в межах Хустського району Закарпатської області, на південний схід від села Противень. 
Площа 34 га. Статус присвоєно згідно з рішенням облради від 16.07.2020 року № 1757. Перебуває у віданні ДП «Хустське ЛГ» (Березівське лісництво, кв. 10, вид. 8, 12, 13). 
Статус присвоєно для збереження у природному стані частини лісового масиву, який має ознаки пралісу. В деревостані переважає бук. Територія пам'ятки природи розташована у верхів'ях струмка Погарь (басейн Ріки), на висоті 700-800 м. над р. м.